# Parafia św. Wawrzyńca w Mąkowarsku
Parafia Świętego Wawrzyńca w Mąkowarsku – parafia rzymskokatolicka, znajdująca się w diecezji pelplińskiej, w dekanacie Koronowo.